# ويليام بادج
ويليام بادج هو سياسي أمريكي، ولد في 1 مايو 1828 في لانارك ‏ في المملكة المتحدة، وتوفي في 1 مارس 1919 في لوغان في الولايات المتحدة. انتخب عضو مجلس نواب ايداهو ‏.